# Юніон Тауншип (округ Тайога, Пенсільванія)
Юніон Тауншип (англ. Union Township) — селище (англ. township) в США, в окрузі Тайога штату Пенсільванія. Населення — 946 осіб (2020).

## Демографія
Згідно з переписом 2010 року, у селищі мешкало 1000 осіб у 391 домогосподарстві у складі 296 родин. Було 512 помешкання
Расовий склад населення:
| - 98,9 % — білих - 0,4 % — азіатів - 0,1 % — вихідців з тихоокеанських островів |

До двох чи більше рас належало 0,6 %. Частка іспаномовних становила 0,5 % від усіх жителів.
За віковим діапазоном населення розподілялося таким чином: 20,4 % — особи молодші 18 років, 63,4 % — особи у віці 18—64 років, 16,2 % — особи у віці 65 років та старші. Медіана віку мешканця становила 42,7 року. На 100 осіб жіночої статі у селищі припадало 99,6 чоловіків;  на 100 жінок у віці від 18 років та старших — 101,5 чоловіків також старших 18 років.
Середній дохід на одне домашнє господарство  становив 62 280 доларів США (медіана — 50 063), а середній дохід на одну сім'ю — 65 494 долари (медіана — 56 818). Медіана доходів становила 45 347 доларів для чоловіків та 36 023 долари для жінок. За межею бідності перебувало 16,6 % осіб, у тому числі 22,2 % дітей у віці до 18 років та 9,7 % осіб у віці 65 років та старших.
Цивільне працевлаштоване населення становило 394 особи. Основні галузі зайнятості: освіта, охорона здоров'я та соціальна допомога — 18,0 %, виробництво — 17,3 %, транспорт — 12,7 %, сільське господарство, лісництво, риболовля — 10,4 %.